# 194-й истребительный авиационный полк
194-й истребительный авиационный полк — воинское подразделение Вооружённых Сил СССР в Великой Отечественной войне.

## История
Полк формировался c началом войне в Ленинградском военном округе, к 22 июня 1941 года формирование не было закончено. Был вооружён истребителями И-153 и И-16
В составе действующей армии во время Великой Отечественной войны с 22 июня 1941 по 10 ноября 1941 года.
На 22 июня 1941 года базировался на аэродроме Лезье под Ленинградом.
С 7 июля 1941 года полк был включён в состав 7-го авиакорпуса ПВО, осуществляет противовоздушную оборону Ленинграда, перехватывал самолёты противника, штурмовал наземные войска и укрепления до 10 ноября 1941 года, когда был передан в состав ВВС РККА. В течение осени 1941 года был перевооружён истребителями ЛаГГ-3.
В августе-сентябре 1941 года базируется на аэродроме у Невской Дубровки. Действует на юго-восточных подступах к Ленинграду, в частности штурмует неприятеля в районе станций Мга, Ивановское, Пелла. 7 сентября 1941 года полк перебазировался на аэродром Шоссейная на юго-западе города. 10 сентября 1941 года штурмует аэродром Сиверская, уничтожил и повредили на стоянках около 15 вражеских самолётов.
Наиболее вероятным представляется, что после передачи полка из состава ПВО СССР в состав ВВС РККА, полк был расформирован, поскольку  о нём не содержится сведений в Перечне No.12 авиационных полков военно-воздушных сил Красной Армии, входивших в состав Действующей армии в годы Великой Отечественной войны 1941-1945 гг; также в ОБД «Мемориал» не зафиксировано ни одного погибшего или пропавшего без вести из состава полка позднее 1941 года. Кроме того, факт расформирования косвенно подтверждается тем, что в январе 1942 года эскадрильи из состава полка передавались в другие подразделения.

## Полное наименование
- 194-й истребительный авиационный полк

## Подчинение
| Дата            | Фронт (округ)       | Армия | Корпус                                    | Дивизия                                 | Примечания |
| --------------- | ------------------- | ----- | ----------------------------------------- | --------------------------------------- | ---------- |
| 22.06.1941 года | Северный фронт      | -     | -                                         | 54-я истребительная авиационная дивизия | -          |
| 01.07.1941 года | Северный фронт      | -     | -                                         | 54-я истребительная авиационная дивизия | -          |
| 10.07.1941 года | Северный фронт      | -     | 7-й истребительный авиационный корпус ПВО | -                                       | -          |
| 01.08.1941 года | Северный фронт      | -     | 7-й истребительный авиационный корпус ПВО | -                                       | -          |
| 01.09.1941 года | Ленинградский фронт | -     | 7-й истребительный авиационный корпус ПВО | -                                       | -          |
| 01.10.1941 года | Ленинградский фронт | -     | 7-й истребительный авиационный корпус ПВО | -                                       | -          |
| 01.11.1941 года | Ленинградский фронт | -     | 7-й истребительный авиационный корпус ПВО | -                                       | -          |

## Командиры
- Кузьмин М.М., майор